# Gamzigrad (Zaječar)

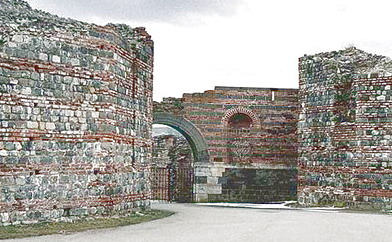
Felix Romuliana, situada próxima à vila de Gamzigrad, é um conjunto arquitetônico sérvio de relevância histórica romana. Reconhecida como Patrimônio Mundial pela UNESCO, destaca-se por seu valor cultural e arquitetônico

Gamzigrad (em cirílico: Гамзиград) é uma vila da Sérvia localizada no município de Zaječar, pertencente ao distrito de Zaječar, na região de Timočka Krajina. A sua população era de 680 habitantes segundo o censo de 2011.

## Demografia
| 1948 | 1953 | 1961 | 1971 | 1981 | 1991 | 2002 | 2011 |
| ---- | ---- | ---- | ---- | ---- | ---- | ---- | ---- |
| 1223 | 1208 | 1200 | 1124 | 1080 | 961  | 945  | 680  |